# Gwyn Prosser
Gwynfor Matthew Prosser (* 27. April 1943 in Swansea) ist ein  britischer Politiker. Er ist Mitglied der Labour Party und wurde erstmals 1997 für den Wahlkreis Dover ins britische Unterhaus gewählt. Den Sitz hatte er bis 2010 inne.
Prosser wurde 1987 in den Stadtrat von Dover gewählt und war County Councillor (etwa vergleichbar mit einem Kreisrat) in der Grafschaft Kent.